# حاتم‌بیگ اردوبادی
حاتم‌بیگ اردوبادی (؟ - ۵ ربیع‌الاول ۱۰۱۹ ه‍.ق.) وزیر اعظم شاه عباس اول بود. او در اردوباد به دنیا آمد. پدرش کلانتر آن‌جا بود و حاتم شغل او را ادامه داد؛ بعد وزیر حاکم خوی شد. به اردوباد برگشت. پس از آن ۱۲ سال وزیر حاکم افشار کرمان شد. پس از که شاه عباس با او اشنا شد به عنوان مأمور سرکوب مردم به هویزه، لرستان، بختیاری و ... فرستاده شد. سپس به مقام مستوفی و پس از آن وزیر اعظم شد. در ۱۰۱۸، وی مأمور فرونشاندن شورش امیرخان، حاکم ارومیه، شد و سعی او برای پایان مسالمت‌آمیز ماجرا بی‌نتیجه ماند، ولی سه روز پیش از موعد حمله، در ۵ ربیع‌الاول ۱۰۱۹، حاتم‌بیگ درگذشت و جنگ با کُردها به خشونت گرایید.
حاتم‌بیگ در انشا و نامه‌نگاری مهارت داشت و به زبان‌های فارسی، ترکی و عربی مسلط بود. بسیاری از نامه‌های شاه عباس به سفیران و شاهان اروپایی به انشای حاتم‌بیگ بود. او طبع شعر نیز داشت و در ۱۰۱۷ که با جلالیان در اصفهان به حضور شاه رسید، در این‌باره سه مادّه تاریخ سرود؛ دو تا به فارسی و یکی به ترکی.